# 한종무
한종무(2003년 5월 2일 ~ )는 대한민국의 축구 선수로, 포지션은 중앙 미드필더이다. 현재 대구 FC 소속이다.